# Campeonato Paraguaio de Futebol de 1954
O Campeonato Paraguaio de Futebol de 1954 foi o quadragésimo quarto torneio desta competição. Participaram onze equipes. O Club General Genes foi rebaixado na edição anterior.
| Equipe                    | Cidade      | Departamento     | No ano anterior                                                      | Estádio | Capacidade | Títulos                                | Participações |
| ------------------------- | ----------- | ---------------- | -------------------------------------------------------------------- | ------- | ---------- | -------------------------------------- | ------------- |
| Club River Plate          | Assunção    | Distrito Capital | Nono Lugar                                                           | --      | --         | 0 (não possui)                         | 39            |
| Club Cerro Porteño        | Assunção    | Distrito Capital | Vice Campeão                                                         | --      | --         | 10 (último em 1950)                    | 38            |
| Club Guaraní              | Assunção    | Distrito Capital | Sétimo Lugar                                                         | --      | --         | 5 (1906,1907, 1921, 1923, 1949 )       | 43            |
| Club Nacional             | Assunção    | Distrito Capital | Sexto Lugar                                                          | --      | --         | 6 (1909, 1911, 1924, 1926, 1942, 1946) | 44            |
| Club Olimpia              | Assunção    | Distrito Capital | Quinto Lugar                                                         | --      | --         | 14 (último em 1948)                    | 44            |
| Sol de América            | Assunção    | Distrito Capital | Nono Lugar                                                           | --      | --         | 0 (não possui)                         | 41            |
| Club Libertad             | Assunção    | Distrito Capital | Terceiro Lugar                                                       | --      | --         | 5 (1910, 1920, 1930,1943, 1945 )       | 40            |
| Club Presidente Hayes     | Assunção    | Distrito Capital | Quarto Lugar                                                         | --      | --         | 1 (1952)                               | 31            |
| Club Sportivo Luqueño     | Luque       | Central          | Campeão                                                              | --      | --         | 2 (1951,1953)                          | 26            |
| Club Sportivo San Lorenzo | San Lorenzo | Central          | Campeão do Campeonato Paraguaio de Futebol de 1953 - Segunda Divisão | --      | --         | 0 (não possui)                         | 4             |
| Atlántida Sport Club      | Assunção    | Distrito Capital | Oitavo Lugar                                                         | --      | --         | 0 (não possui)                         | 34            |

## Premiação
| Campeonato Paraguaio 1954 Primeira Divisão |
| Assunção                                   |
| ------------------------------------------ |
| Club Cerro Porteño Campeão (11º título)    |